# Eternity (album của Michael Learns to Rock)
Eternity là album phòng thu thứ bảy của ban nhạc Đan Mạch theo thể loại soft rock Michael Learns to Rock. Nó được phát hành vào năm 2008.

## Danh sách track
1. "When Tomorrow Comes" – 3:31
2. "Its Gonna Make Sense" – 3:35
3. "Shadow Side of Me" – 4:00
4. "You Want More" – 4:21
5. "Sweetest Surprise" – 3:10
6. "Family Tree" – 4:04
7. "I Do" – 4:03
8. "Look Around" – 3:48
9. "The War Is Not Over" – 3:00
10. "Lonely Satellite" – 3:26
11. "Walk with Me" – 4:05
12. "Eternity" – 5:58